# 東大阪市立義務教育学校池島学園
東大阪市立義務教育学校池島学園（ひがしおおさかしりつ ぎむきょういくがっこういけしまがくえん）は、大阪府東大阪市にある義務教育学校である。

## 概要
前期課程は旧池島小学校の、後期課程は旧池島中学校の校舎を使用する施設分離型である。

## 沿革
- 2019年4月1日 - 東大阪市立池島小学校・中学校と統合により設立

## 教育目標
- 豊かな心を持ち、自ら学び考え、たくましく生きる児童・生徒の育成

### めざす子ども像
～池島で育つ「１５の春の姿」～
- 自分を認め人を認められる子ども
- 夢を持ち、目標に向かって自ら学び続ける子ども
- 正しく判断し自ら考え行動できる子ども

## 通学区域
- 東大阪市
  - 池島町一～八丁目、下六万寺町一丁目10～11番、下六万寺町三丁目８番、新池島町一～四丁目、横小路町六丁目、若草町[2]

## アクセス
- 近畿日本鉄道奈良線東花園駅 南東へ約1.7km

## 教員勤務時間
8時30分から17時00分。

## 関係者

### 出身者
- 佐藤史織 - 柔道選手
- 川西賢志郎- 和牛(お笑いコンビ)

## 所在地
- 579-8064 大阪府東大阪市池島町三丁目6番30号（前期課程校舎）
- 579-8064 大阪府東大阪市池島町三丁目10番1号（後期課程校舎）